# Jagwimo
Jagwimo (자귀모?; lett. "Il club dei fantasmi suicidi"), noto anche con il titolo internazionale in lingua inglese Ghost in Love (lett. "Fantasma innamorato"), è un film del 1999 diretto da Lee Kwang-hoon.

## Trama
Jin Chae-byul, sospettando che il fidanzato la tradisca, presa dalla disperazione si suicida gettandosi sotto a un treno. Dopo essere morta, viene però a conoscenza di una particolare possibilità: nel caso lo desideri, potrà trasformarsi in un fantasma e tormentare in eterno il suo fidanzato, che nel frattempo si era rapidamente "consolato".

## Distribuzione
In Corea del Sud, Jagwimo è stato distribuito da Cinema Service a partire dal 14 agosto 1999.